# 多倫多藍鳥
多倫多藍鳥隊（英語：Toronto Blue Jays），是位於加拿大多倫多的一支美國職棒大聯盟 (MLB) 隊伍，最明顯的特徵是隊徽及隊名以冠藍鴉（Blue Jay）命名以及標誌，亦有加拿大的重要標誌紅楓葉。球隊隸屬于美國聯盟（以下簡稱美聯 American League）的東區 (East Division)，並是唯一曾經贏得世界大賽冠軍的加拿大球隊。由於蒙特婁博覽會在2005年球季起搬移至美國華盛頓而成爲華盛頓國民，現今多倫多藍鳥是美國職棒大聯盟中唯一的境外球隊。其目前的主場是位於加拿大多倫多的羅傑斯中心，鄰近多倫多的地標CN電視塔。

## 歷史

### 成長痛楚（1977年至1984年）
在1976年，藍鳥經由美聯的球團老闆投票後成立，原先是拉巴特釀酒公司、帝國信託和加拿大帝國商業銀行所擁有。在1977年的4月7日, 藍鳥的第1場比賽遭遇到了芝加哥白襪。在這場比賽中，藉由道格·奧特（Doug Ault）的兩分打點全壘打以9比5獲勝。
藍鳥在1978年以及1979年戰績不佳，在這兩個球季都分別輸了超過100場比賽。在1979年，值得注意的是游擊手阿弗雷多·葛利芬（Alfredo Griffin）共同獲得美聯的年度最佳新人獎。在1980年，球隊經理由第1任經理Roy Hartsfield換成波比·麥惕克（Bobby Mattick）。在1981年大聯盟發生球員罷工，同時藍鳥逐漸改善球隊勝率，但仍舊是在美聯東區墊底。
藍鳥在1982年是首次表現較佳的球季，最終的成績是78勝84敗。投手群是以先發投手戴夫·史帖（Dave Stieb）, 吉米·克蘭西（Jim Clancy）以及路易斯·雷昂（Luis Leal）表現較佳，而且外野手是以年輕的洛伊德·莫斯比與傑西·巴菲爾德（Jesse Barfield）為骨幹。在1983年，藍鳥完成第1次勝多敗少的球季，成績是89勝73敗，在美聯東區排名第4，距離當年的世界大賽冠軍巴爾的摩金鶯有9場勝差。藍鳥在1984年有持續的進步，最終成績也是89勝73敗，在美聯東區排名第2，僅次於當年世界大賽冠軍底特律老虎。

### 漸具競爭力（1985年至1991年）
1985年是藍鳥第一次進入季後賽的球季。表現出強勁的投手能力和平均的防守，季中網羅的救援投手湯姆·韓克（Tom Henke）亦證實是球隊要角。最後藍鳥以99勝62敗的成績和兩場勝差壓倒紐約洋基成爲分區冠軍。在美聯冠軍賽中以場數3比1領先對手堪薩斯市皇家；但是皇家之後連勝三場，以4勝3敗淘汰藍鳥其後得到本隊的第一個世界系列賽冠軍。
儘管右外野手傑西·巴菲爾德在1986年球季擁有40支全壘打的出色表現，然而藍鳥不能再次重現上季的佳績。
1987年，藍鳥在常規賽季中最後的系列賽遭到底特律老虎橫掃，最終成績是當季大聯盟常規賽中第二佳的96勝66敗，以兩場勝差屈居于老虎之後，無緣進身季後賽。外野手喬治·貝爾（George Bell）成爲當季的美聯最有價值球員。
藍鳥在1988年球季又以兩場落後于波士頓紅襪，與季後賽無緣。一壘手佛烈·麥格夫（Fred McGriff）擁有全美聯最多的34支全壘打。戴夫·史帖連續先發兩場：其中一場在第9局兩名打者出局的情形下失掉無安打比賽，另一場則是有機會成爲完全比賽的比賽。
1989年球季，屋頂可以開關的新球場—天穹體育館啓用；同時亦標誌著藍鳥以後五年出色的球季。5月，總教練Jimy Williams被炒並由打擊教練斯圖·蓋斯頓頂替。Williams被炒時球隊的成績是12勝24敗，但新總教練下的成績是77勝49敗，以兩場勝差成爲美國聯盟東區冠軍。但是在分區系列賽被李基·韓德森（Rickey Henderson）帶領的奧克蘭運動家以4勝1敗淘汰。
1990年球季, 藍鳥又有出色的球季；但像1988年球季一樣，球隊屈居于紅襪之後而無法晉級季後賽。戴夫·史帖在季中投出個人第一次和唯一一次的無安打比賽，全場以3比0擊敗克里夫蘭印地安人。賽季後，藍鳥作出球隊歷史上兩次重要球員交易的其中一次：將游擊手湯尼·費南德茲及一壘手佛烈·麥格夫送到聖地牙哥教士，換來外野手喬·卡特（Joe Carter）和二壘手羅拔圖·阿洛馬（Roberto Alomar）。這次球員交易事後被證實是出色的, 藍鳥再次贏得分區冠軍。可惜在季後賽輸給後來在五年内得到第二次世界系列賽的明尼蘇達雙城。多倫多成爲第一支整季吸引超過四百萬球迷的隊伍。

### 光輝歲月（1992年至1993年）
1991年球季完結之後, 藍鳥網羅傑克·莫利斯（Jack Morris）。他在1991年世界系列賽第7場投出10局完投而帶領雙城隊勝出, 並成爲當年球季世界系列賽最有價值球員。
藍鳥在1992年常規賽季表現佳，因此以最終成績96勝66敗和四場勝差壓倒密爾瓦基釀酒人。在美聯冠軍賽遇上奧克蘭運動家，以4勝2敗贏出。這次系列賽的關鍵在第四場，藍鳥在分數落後6比1的情形下，在救援投手丹尼斯·艾克斯利（Dennis Eckersley）手下連取4打點，最後在11局以7比6贏出並領先系列賽3比1。藍鳥在世界系列賽面對亞特蘭大勇士。這次系列賽的關鍵則在第二場：後備球員厄德·史普拉格（Ed Sprague）在第9局從Jeff Reardon手下打出兩分全壘打為藍鳥領先5比4至完場。藍鳥在場數領先3勝2敗的第六場，第9局領先分數2比1。在只餘一好球便勝出整個系列賽的情形下，勇士的Jeff Blauser在藍鳥終結者湯姆·韓克手下擊出帶有1分打點的一壘安打將比數扳平。第11局決定全場勝負：藍鳥的戴夫·溫菲爾（Dave Winfield）擊出有兩打點的二壘打。勇士後來又取得1分，但藍鳥的救援投手迈克·蒂姆林將對手Otis Nixon的短打投給在一壘的喬·卡特來取得最後的出局。於是藍鳥成爲第一隊贏得世界系列賽的非美國隊伍。奇怪的是，傑克·莫利斯在本次季後賽卻輸掉3場，而網羅他的原意是因爲他出名在季後賽表現突出。不過莫利斯在常規賽投得八面威風：他成爲藍鳥第一位得到20場勝投的投手，戰績21勝6敗和4.04防禦率。
1992年球季之後, 藍鳥讓戴夫·溫菲爾和湯姆·韓克離隊，從密爾瓦基釀酒人得到保羅·莫利托（Paul Molitor），並從奧克蘭運動家得到戴夫·史都華。於是藍鳥一共擁有七名全明星球員：打者迪方·懷特（Devon White）、羅拔圖·阿洛馬（Roberto Alomar）、保羅·莫利托、喬·卡特及約翰·歐勒魯（John Olerud）, 先發投手派特·韓特根（Pat Hentgen）及終結者度恩·渥德（Duane Ward）。8月，藍鳥隊從運動家網羅前球隊剋星瑞奇·韓德森。在常規賽中，歐勒魯、莫利托、阿洛馬在打擊王排名占據前三名。藍鳥隊亦輕取95勝67敗的成績，以七場勝差壓倒紐約洋基來贏得連續第三次分區頭銜。藍鳥在美聯冠軍賽以場數4勝2敗淘汰芝加哥白襪隊，跟著在世界系列賽以場數4勝2敗打敗費城費城人來贏得第二次世界系列賽。這次世界系列賽演出數場緊張賽事：包括藍鳥在第五場落後14比9的情形下從15比14逆轉獲勝，並領先場數3勝1敗。在主場舉行的第六場，藍鳥前6局打完5比1領先，卻在第7局連失5分而落後6比5。9局下，喬·卡特在1人出局的情形下，從費城人的終結者Mitch Williams擊出帶有3分打點的再見全壘打，為球隊勝出整個世界系列賽。

### 世界系列賽後的失落（1994年至2001年）
由於接著世界系列賽二連霸，藍鳥在1994年球季的期望頗高。可是在球員罷工前的成績滑落至55勝60敗，這是球隊自1982年球季以來第一個敗多勝少的球季。卡特、莫利托和歐勒魯的表現依然出色，但是投手能力大跌。胡安·古斯曼（Juan Guzman）從他頭三年的成績（40勝11敗和4.04防禦率）跌至1994年季完結時的12勝11敗和5.68防禦率。
1995年球季成績更差：在因罷工而縮水的球季的成績是56勝88敗。三名年輕球員：游擊手Alex S. Gonzalez, 一壘手卡洛斯·戴加多（Carlos Delgado）及外野手Shawn Green表現出將來對他們的期待。
1996年對藍鳥而言又是強差人意的球季。派特·韓特根（Pat Hentgen）以20勝10敗和3.22防禦率取得當季賽揚獎。三壘手厄德·史普拉格（Ed Sprague）當季表現為其生涯最好的球季, 擊出36支全壘打及101打點。
蓝鸟又以很高的期望开始1997赛季。他们以2475万美元签下前波士顿红袜的先发投手Roger Clemens。Clemens曾在90年代一赛季有过极佳的表现，在美联中取得21胜7负的战绩，2.05的防御率与292次三振。可是他并没能带领蓝鸟进入季后赛（最终成绩为76胜86负）。而球队经理Cito Gaston也被解雇。在开始1998赛季前，蓝鸟队得到終緖者Randy Myers 和Slugger 荷西·坎塞柯，而Gaston也被不知名的Tim Johnson取代。投手Clemens仍然发挥出色（20胜6负，2.65防御率，271次三振），而打击手却差强人意。蓝鸟最终以88-74排名美联东区第三——差纽约洋基26场。
在1999赛季，蓝鸟把Roger Clemens交易到洋基换来先发投手David Wells，二垒手Homer Bush和救援投手Graeme Lloyd。他们也炒掉Tim Johnson，原因是Johnson在许多事情上没有坦白（包括在越战中杀过人），而由Jim Fregosi所替代。Jim是1993年蓝鸟夺冠时，败队费城人的经理。球队的进攻在1999有所加强，可是由于缺少Clemens，导致投球变得很糟糕。球队最终以84-78结束赛季。2000年也几乎相同，83-79的成绩连获得外卡的资格也很遥远。Carlos Delgado在此赛季表现一流，.344的打击率，41支本垒打。
2000年9月1日，罗渣士通讯公司收购球团的80%的股份；拉巴特酿酒从加拿大帝国商业银行中拿下10%，握有剩下的20%。另外，前蓝鸟的捕手Buck Martinez，成为2001赛季新的经理。蓝鸟的胜率在2001年跌到.500以下，以80-82结束赛季。

### 賽伯計量學時代 (2002年起)
J. P. Ricciardi擔任總經理並起用年輕陣容以利用天虹體育館的人工草皮。曾任運動家比利·比恩的助理總經理Ricciardi，在季間交易或釋出幾個球員，包括阿萊克斯·岡薩雷斯、Paul Quantrill、密切比利科赫。

#### 2002年：過渡
2002年球季開賽時，藍鳥的表現漸漸回穩。總教練 Buck Martinez 在球季過了三分之一左右的時候被解雇，帶隊成績是20勝33負。接任的是原三壘指導教練 Carlos Tosca 。在 Tosca 的帶領之下以78勝84敗結束。王牌投手洛伊·哈勒戴在本季成績19勝7敗，防禦率2.93。打者群仍舊是以Carlos Delgado表現最好。球隊經理 Ricciardi 把 Raul Mondesi 在季中交易給紐約大都會 以降低球隊薪資，並把取得的資金在球季結束後簽下Mike Bordick、Frank Catalanotto和Ranyon Sturze。一些有未來性的球員也都被派到關鍵守位，包含先發三壘手 Eric Hinske與23歲的中外野手 韋諾恩·威爾斯。2002年球季也是 Wells 的第1個100分打點的球季。
- 2002年球季記錄: 78 勝 - 84 敗, 勝率 - 0.481, 勝差 - 25.5

#### 2003年：Ricciardi 時代
2003年的球季對於藍鳥球隊高層及球評而言都是令人驚喜的。過了慘淡的4月之後，藍鳥在這一年打出有史以來成績最好的5月。這驚人的轉變主要是打擊造成的。Delgado當時是全聯盟打點王，而Wells緊跟在後。二游守位人選仍不確定，Bordick守三壘或游擊，Dave Berg守二壘或三壘，Chris Woodward守游擊，奥兰多·哈德森守二壘。沒有任何球員在二三游守位是固定先發出賽的。小聯盟的Howie Clark在Hinske右手動手術之後也被叫上來有時守三壘。Hinske的手傷在好幾個月沒被發現後才去動手術。
儘管他們有很好的打擊成績，不穩定的投手陣容仍舊困擾著球隊。唯一的例外是Roy Halladay，他以22勝7敗、ERA 3.15贏得生涯的第一座賽揚獎。

#### 2005年：展現未來性 失落的傳奇 開始灑錢
2005年2月2日，在Rogers電信集團買下天虹體育館改名為Rogers中心之後，藍鳥球迷間的懊惱和嘲笑開始逐漸漫延。除了球隊的新東家，大部分的球迷還是把球場叫做天虹體育館。在新球季的一開始，Rogers集團為球場加裝巨型顯示器與其他的高科技裝置。同時，球場的人工草皮（AsroTurf）也換成看起來更像天然草皮的FieldTurf。Rogers集團也保証球隊經費會在未來3年內提高到2100萬美元，也就是允許球隊每年提高80萬美元的經費。
藍鳥隊以16勝10敗的成績結束春訓。春訓期間的焦點人物是Gabe Gross ，他以8支全壘打平藍鳥在歷年春訓期間最多全壘打紀錄（上一個達成此紀錄的球員是卡洛斯·戴加多（Carlos Delgado））。藍鳥的春訓佳績一直持續在常規賽的開始；他們在4月中旬在美聯東區取得領先，並且一直到8月都保持勝率超過過5成。在三壘手柯斯基的手指斷掉被調出先發名單之後，藍鳥的戰力受到打擊，但是從農場系統雪城天領調上來替補的新秀艾伦·希尔卻表現得不錯。
7月8日明星賽開打前，藍鳥王牌投手洛伊·哈勒戴（Roy Halladay）在比賽中被德州遊騎兵左外野手Kevin Mench的強襲球打中小腿並被移到傷兵名單。因為受傷使得哈勒戴退出明星賽；美聯明星隊在底特律出戰時改由波士頓紅襪的Matt Clement代替。雖然只是小傷，但康復過程卻持續推遲，最後哈勒戴在2005年的球季從明星賽以後再也沒有出賽。球隊的公開說法是他無法參加接下來8月的所有比賽。哈勒戴的受傷被眾人視為藍鳥在本球季的轉捩點：他們開始要競爭美聯外卡，但是卻沒有成功，也使藍鳥持續連12年無法打進季後賽的苦澀紀錄。
7月22日，藍鳥把內野工具人 John McDonald 交易到底特律老虎以換取經費，而他留下來的二壘空缺正好讓新秀 艾伦·希尔 在 Corey Koskie 傷癒復出回到三壘之後得以留在先發名單。
7月28日，藍鳥在主場Rogers中心對上洛杉磯天使的比賽成為隊史上最多局數的比賽，總共打了近5個小時。最後結果是天使在第18局由奥兰多·哈德森擊出強襲球穿出內野使得 Alex Rios 由三壘跑回本壘得分，以2-1辛苦取勝。
哈勒戴不能出賽後，藍鳥的表現受到影響，戰績到9月初勝率不到5成。最後，他們以80勝82敗的戰績結束球季，不過在9月擴編時從小聯盟提升上來的新人 Guillermo Quiroz，John-Ford Griffin，Shaun Marcum都表現出相當的潛力。Shaun Marcum在9月的5次救援中投了8局防禦率0.00。Griffin在季賽的最後1場打出他的生涯第1支全壘打，在2005年的13個打席內打出4支安打。Josh Towers也有進步，在下半年投出7勝5敗防禦率2.91的成績，但是他2005年全季13勝12敗防禦率3.71，而且另一名投手Chacin在明星賽後的表現也不是很好。此外今年藍鳥在得點圈有人時缺乏適時的安打也使多場比賽失利，這個因素也對全季80勝82負的成績有影響。
本賽季的另一件大事是，藍鳥與球迷一起為播報員 Tom Cheek 的過世哀悼。Tom Cheek在與腦癌對抗1年後病逝，享年66歲。他生前從藍鳥隊成立的第1場比賽就開始連續播報4306場比賽，一直到2004年6月他請假去探望生病的父親才中斷。
球季結束後，球隊經理 J.P. Riciardi 開始灑錢。在球季開始前 Rogers集團答應的是3年2100萬美元，但是這時候他們1季就給了750萬，比去年多了250萬。 J.P. Riciardi瞭解球隊缺乏穩定的終結者投手，所以在11月28日用有史以來對救援投手最優厚的合約（5年470萬美元）簽下前巴爾的摩金鶯的 B.J. Ryan 。接下來在12月6日，藍鳥隊以5年550萬的合約簽下先發投手 A.J. Burnett （前佛羅里達馬林魚投手）。幾天後，藍鳥在與密爾瓦基釀酒人的交易中以投手 David Bush、新秀投手 Zach Jackson、外野手 Gabe Gross 為代價取得強打一壘手 Lyle Overbay 與新秀右投手 Ty Taubenheim。
2005年12月23日，Rogers Sportsnet報導藍鳥取得1季至少30支全壘打的三壘手 Troy Glaus，藍鳥隊的打線亟須這種大炮型打者的補強，此外還加入小聯盟游擊手 Sergio Santos。Glaus與 Santos都是在對亞歷桑那響尾蛇的交易中以2005年金手套得主的二壘手奧蘭多·赫遜及投手 Miguel Batista 換來的。Glaus在12月26日完成球隊體檢，交易消息到隔天才正式發佈給多倫多媒體。

#### 2006年： 新希望
2006年1月3日，球隊經理 J.P. Ricciardi 對自由球員 Jason Philips （捕手）簽下小聯盟的合約。 Jason Philips在去年的球季中於洛杉磯道奇的打擊率為 0.238 ，同時也被邀請參加春訓，將會在未來與 Guillermo Quiroz 競爭藍鳥候補補手的位置。
2005年球季結束後，藍鳥獲得Glaus和Overbay。累計有5位選手可以守三壘、一壘或擔任指定打擊（ Glaus, Overbay, Hinske, Koskie, Hillenbrand ）。不過，在2006年1月6日，把三壘手柯斯基交易到釀酒人之後稍稍減輕內野手的壓力。交易出 Koskie 換來的是小聯盟投手 Brian Wolfe。藍鳥也暗示可能讓軒斯基改守外野。2006年2月6日，藍鳥與原天使捕手 Bengie Molina 簽下1年合約（外加一年option）。2006年2月9日，藍鳥隊對 Shea Hillenbrand 和 Pete Walker 各簽下1年合約。福斯運動新聞（Fox Sports News）的 Ken Rosenthal 預測藍鳥會拿下2006年世界大賽冠軍。
2006年7月2日，特洛伊·格勞斯、韋諾恩·威爾斯、洛伊·哈勒戴、B.J. Ryan與Alex Rios（因為感染金黃色葡萄球菌所以不能出賽）獲選為2006美聯明星賽隊員。此外，總教練John Gibbons也被選為明星隊助理教練。這是從1993年以後藍鳥入選明星隊人數最多的一年，也是美聯明星中除了2005年世界大賽冠軍芝加哥白襪以外入選人數最多的一隊。7月7日，Troy Glaus獲選參加2006年全壘打大賽。2006年7月19日，內野手（守過一壘、三壘）Shea Hillenbrand和總教練John Gibbons爭執後被釋出，之後藍鳥把Shea Hillenbrand與投手Vinnie Chulk交換到舊金山巨人，取得右投手Jeremy Accardo。
8月3日，新人二壘手 Ryan Roberts 在大聯盟初次出賽，並且打出他大聯盟生涯第1支安打（同時也是支全壘打）。他是少數幾位初次出賽打出的第1支安打就是全壘打的藍鳥新人。
8月12日對雙城的比賽，打了6支二壘安打，平了隊史上在1996年3月16對老虎的二壘安打數記錄。
8月16日，藍鳥將 Scott Schoeneweis 交易到 辛辛那提紅人 。8月17日，藍鳥把擔任過一壘手、三壘手、外野手的 Eric Hinske 交易到 波士頓紅襪 。
8月21日對奧克蘭運動家的比賽中，在將要被領先8分的情況下，總教練John Gibbons走上投手丘換下先發投手Ted Lilly，在全Rogers Center的觀眾注視之下就在丘上開始吵架。Lilly最後還是離開比賽，之後走進休息室。總教練Gibbons隨後跟著走進走道。在那裡有人指出Gibbons和Lilly打架。數名球員與球場人員跑進走道把們分開。賽後投手及總教練都否認有任何爭論，而且表示他們的問題已經解決了。
藍鳥除了在場上及場下的問題之外，他們也設法在重要的九月表現得不錯，取得18勝10敗。這樣的成績再加上有點低潮的波士頓紅襪，使藍鳥在季末取得美聯東區第二的名次。這是藍鳥分區名次從1993年拿下世界冠軍以後唯一比第三名好的一次，同時也是自1998年來來勝場數最多的一次。
- 2006球隊記錄：87勝 - 75敗，勝率 0.538，對分區冠軍勝差10場，分區第二。

#### 2007年
2007年1月，藍鳥先後以1年合約簽下先發投手 John Thomson 與 大家友和，希望能強化隊上第4號及第5號先發投手戰力。但這個時期的預測多認為先發5人的最後2位會從 Janssen、 Marcum、 McGowan 與 Towers 中選出。（页面存档备份，存于）.
1月30日，藍鳥以小聯盟約簽下先發投手Victor Zambrano 並邀請參加春訓。 他之前是紐約大都會的先發投手，但後來受傷。
救援投手 Brandon League 被認為是球季中主要的中繼投手，但他抵達春訓地點時闊背肌扭傷，使他在開幕戰的中繼地位無法確保。由於 League 的受傷使 Victor Zambrano 與 Geremi Gonzalez 有機會爭取牛棚位置。Geremi Gonzalez 在2006年球季結束後與藍鳥隊簽下小聯盟約。
藍鳥的2007年球季首戰將在4月2日於底特律出戰底特律老虎。

#### 斯圖·蓋斯頓時代
1989年－1997年接替藍鳥總教練，總成績718勝675敗（勝率：0.515），也幫助藍鳥在1992年和1993年在世界大賽以４勝２敗分別擊敗勇士和費城人，連續兩年都拿下世界大賽冠軍。之後在2008年再回到藍鳥隊總教練，直到2010年宣布執教最後一年，成績246勝240敗（勝率：0.506），總計斯圖·蓋斯頓執教藍鳥隊12年，總戰績964勝915敗（勝率：0.513），蓋斯頓在2010年10月宣布退休。

#### 约翰·法雷尔時代
2011年藍鳥球團宣布紅襪的投手教練约翰·法雷尔接任總教練。

#### 約翰·吉本斯回鍋：2013年-2018年
2013年，藍鳥球團宣布曾擔任藍鳥總教練的約翰·吉本斯接替已經回去擔任紅襪總教練的约翰·法雷尔。
2015年，藍鳥先在季前簽下重砲手賈許·唐納森(Josh Donaldson)，接著在731交易大限前，得到王牌左投大衛·普萊斯，配合良好的化學反應，藍鳥一飛沖天，和洋基糾纏不休一段時間後，在臺灣時間9月30日，以15：2擊敗巴爾的摩金鶯，拿下1993年後首次分區冠軍，也是相隔22年後首次闖進季後賽，該年戰績93勝69敗。季後賽期間，藍鳥締造出季後賽第5次讓二追三戲碼，以3:2淘汰戰績第三的美西冠軍德州遊騎兵，可惜和當年冠軍堪薩斯皇家爭取世界大賽資格失利。
2016年例行賽結束，經過兩星期激烈的外卡爭奪戰，藍鳥與巴爾的摩金鶯並列外卡龍頭，一場定生死的美聯外卡驟死賽終於登場;藍鳥在自家主場迎戰金鶯上演投手戰，僵持到11局才靠埃德溫·恩卡納西翁（Edwin Encarnacion）的再見三分砲以5：2險勝，挺進分區季後賽。對上去年上演讓二追三的冤家德州遊騎兵直落三輕取對手，晉級美聯冠軍賽。
但在美聯冠軍戰，藍鳥打線伸手不打笑臉人，最終以1:4不敵克里夫蘭印地安人。Josh Donaldson在第二戰從印地安人先發投手中敲出一記帶有一分打點的二壘安打，這是他個人本次季後賽第6支，同時也刷新隊史紀錄。
2018年，藍鳥宣布約翰·吉本斯將不會回歸擔任2019賽季總教練。

#### 查利·蒙托上任：2019年–2022年
藍鳥宣布聘請坦帕灣光芒 板凳教練Charlie Montoyo為他們的新任總教練。雙方簽下了一紙三年約，外加2022年的球隊選擇權。

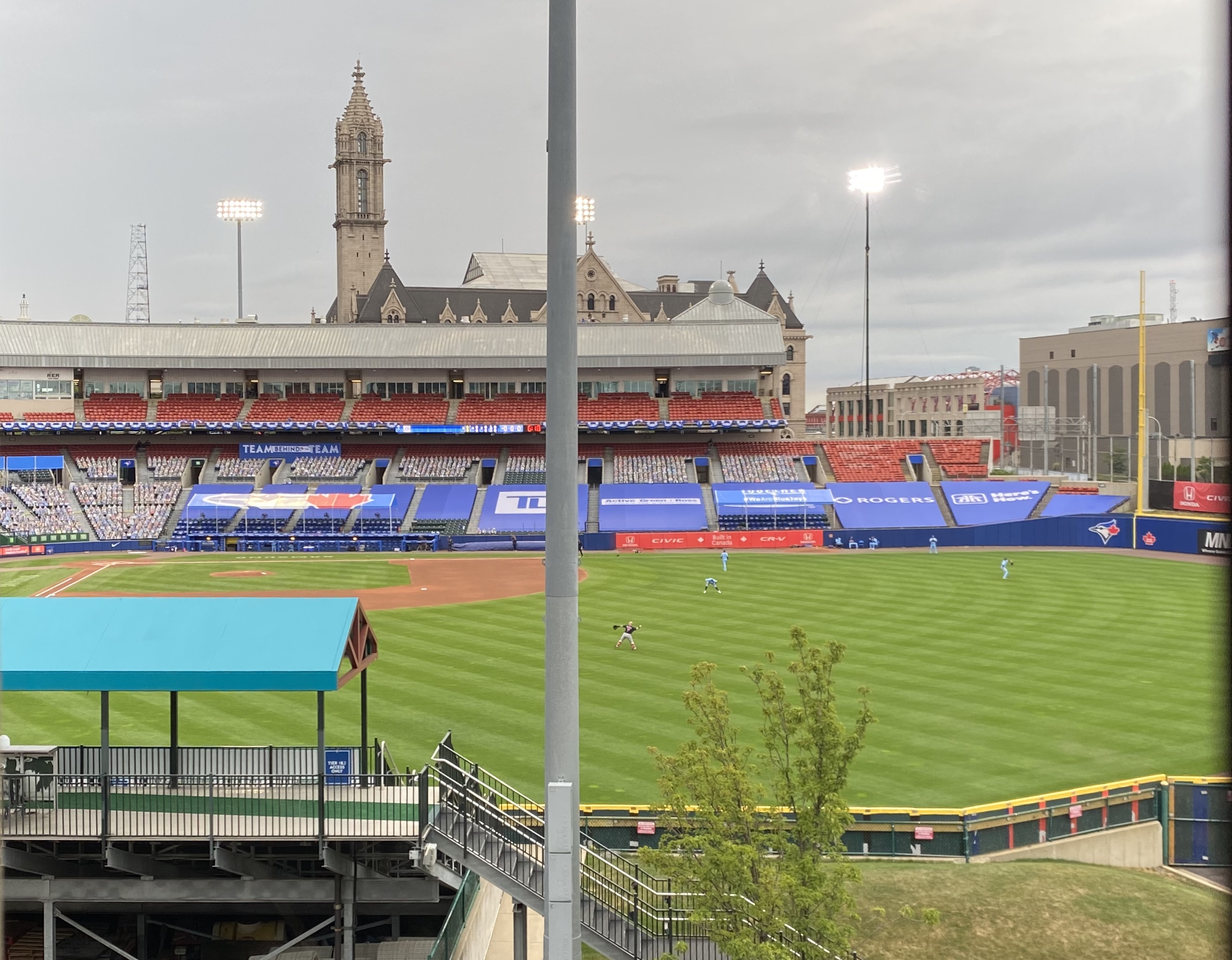
紐約州薩倫球場

2020年，藍鳥作為唯一一支加拿大球隊，因新冠病毒影響，加拿大政府不允許藍鳥使用加拿大的主場比賽，匹茲堡海盜願意雪中送炭讓藍鳥共用主場（PNC球場）的善意也被賓州政府駁回，藍鳥2020年賽季只能使用美國水牛城的小聯盟球場－薩倫球場 （同時也是藍鳥旗下的3A球隊水牛城野牛主場），同時還要整修才能進行MLB比賽。2021年也要在TD棒球場進行前兩場主場比賽。
2020年9月26日，藍鳥靠著寒假加盟的韓籍強投柳賢振繳出7局無失分的優質先發，率隊4：1擊敗洋基，也順利挺進睽違4年的季後賽。季後賽第1輪，藍鳥以第8種子之姿遭遇第1種子光芒，最後0-2遭到淘汰。
由於COVID-19大流行和相關的旅行限制，球隊至少會在前兩個主場在他們的位於在佛羅里達州達尼丁春訓場所TD棒球場比賽。2021年亦然，而當水牛城的氣候回暖後，將回到薩倫球場。
2021年7月30日，藍鳥隊在暌違670天後，重新回到多倫多主場比賽。
2022年美聯外卡系列賽G2，無路可退的藍鳥打完5局一度以8:1領先7分，但水手隊展現韌性靠著2個大局在8局上扳平比數，9局上弗瑞茲爾（Adam Frazier）的一支超前安打，讓藍鳥以9：10遭到逆轉，美聯外卡戰二連敗，結束令人失望的賽季。

#### 約翰·施奈德上任：
12月21日，今年球季中代理藍鳥教頭職務的 John Schneider獲得球團正式升格成為藍鳥總教練，雙方簽下三年複數年合約，並且附帶在2026年球季的球團選擇權。

## 競爭隊伍

### 蒙特婁博覽會
蒙特婁博覽會是藍鳥在早期的對手。從1978年到1986年，這支球隊參加了一年一度的季中表演賽，被稱為「皮爾森杯」（Pearson Cup，以前任總理萊斯特·B·皮爾森命名）。於1997年兩隊開始面臨著常規賽對戰。直到2004年賽季結束後博覽會遷往華盛頓特區並更名國民，皮爾森杯賽是經過兩場三場比賽后頒發的。

## 人物

### 棒球名人堂中的前隊員
- 保羅·莫里特
- 菲爾·尼可羅
- 戴夫·溫菲爾德

### Level of Excellence
- 37號 戴夫·史迪布
- 11號 喬治·貝爾
  - 1987年美聯最有價值球員
- 1號 湯尼·費南德茲
- 43號 齊托·蓋斯頓 （Cito Gaston）
  - 1989年至1997年為總教練
- 29號 喬·卡特
- 湯姆·齊克 （Tom Cheek）
  - 由建隊的1977球季起為電台播音員報導藍鳥比賽
- 派特·吉利克 （Pat Gillick）
  - 1983年-1994年為領隊
- 羅伯托·阿勒瑪
  - 1992年美聯冠軍系列賽最有價值球員
  - 1998年美國職棒大聯盟明星賽最有價值球員

### 其他著名人物
- 奧菲多·葛里芬
  - 1987年美聯新人獎
- 洛伊·哈勒戴
  - 2003年賽揚獎
- 派特·亨特根 （Pat Hentgen）
  - 1996年賽揚獎
- 卡洛斯·戴加多
  - 1999年, 2000年 and 2003年Silver Slugger Award得主。2003年9月25日，1場比賽中擊出4支全壘打。
- 波比·麥提克 （Bobby Mattick）
  - 1980年至1981年球季為總教練，後為加拿大棒球名人堂成員

### 其他人物
- 道爾·亞歷山大（Doyle Alexander）
- 道格·奧特（Doug Ault）
- 傑西·巴菲爾德
- 派特·博德斯（Pat Borders）
- 湯尼·卡斯提歐（Tony Castillo）
- 約翰·賽魯迪 （John Cerutti）
- 吉姆·克蘭西（Jim Clancy）
- 卡洛斯·戴加多
- 達林·弗萊契爾（Darrin Fletcher）
- 達馬索·賈西亞（Damaso Garcia）
- 尚恩·格林
- 凱利·葛魯伯（Kelly Gruber）
- 瑞奇·韓德森
- 湯姆·韓克（Tom Henke）
- 吉米·基伊
- 路易斯·里爾（Luis Leal）
- 弗瑞德·麥葛里夫
- 巴克·馬丁尼茲（Buck Martinez）
- 傑克·莫里斯
- 洛伊德·莫斯比
- 藍斯·穆林尼克斯（Rance Mulliniks）
- 約翰·歐勒魯德
- 戴夫·瑞蓋提（Dave Righetti）
- 艾德·史普拉格（Ed Sprague）
- 戴夫·史都華
- 迪馮·懷特
- 杜安·瓦德（Duane Ward）
- 厄尼·惠特（Ernie Whitt）

### 退役號碼
- 32號（洛伊·哈勒戴）
- 42號（傑基·羅賓森）（所有美國職棒大聯盟隊伍都將此號碼退役）

## 附属小联盟球队
- AAA：水牛城野牛（Buffalo Bisons）, 國際聯盟（International League）
- AA：新罕布夏食魚貓 (New Hampshire Fisher Cats), 东方联盟 (Eastern League)
- 高级A：溫哥華加拿大人 (Vancouver Canadians), 佛羅里達联盟 (Florida State League)
- A：頓尼丁藍鳥 (Dunedin Blue Jays), 中西部联盟 (Midwest League)
- 新秀：藍田藍鳥 (Bluefield Blue Jays), 阿帕拉契联盟 (Appalachian League)
- 新秀：GCL藍鳥 (GCL Blue Jays), 灣岸聯盟 (Gulf Coast League)
- 新秀：DSL藍鳥 (DSL Blue Jays), 多明尼加夏季聯盟 (Dominican Summer League)

## 外部連結
- 官方网站 （页面存档备份，存于）（英文）
- 多倫多藍鳥的Facebook專頁
- 多倫多藍鳥的Instagram帳戶
- 多倫多藍鳥的X（前Twitter）
- YouTube上的多倫多藍鳥頻道

| 獎項                | 獎項                    | 獎項                      |
| ------------------- | ----------------------- | ------------------------- |
| 前任： 明尼蘇達雙城 | 世界大赛冠军 1992、1993 | 繼任： 亞特蘭大勇士(1995) |